# Parafia Trójcy Świętej w Brukseli
Parafia Trójcy Świętej – parafia prawosławna w Brukseli, jedna z 13 placówek duszpasterskich eparchii brukselsko-belgijskiej i czterech na terytorium Brukseli. Językiem liturgicznym jest cerkiewnosłowiański. 
Parafia działa w 2002. Została otwarta przez metropolitę smoleńskiego i kaliningradzkiego Cyryla przy oficjalnej siedzibie przedstawiciela Rosyjskiego Kościoła Prawosławnego przy instytucjach Unii Europejskiej. Od 2006 jest oficjalnie uznawana przez władze Belgii. 